# Marfa Ridge
Marfa Ridge är en ås i republiken Malta. Den ligger i kommunen Il-Mellieħa, i den nordvästra delen av landet. På Marfa Ridge finns buskskog och jordbruksmark. Åsens högsta toppar ligger 122 meter över havet.